# Bernardin Frankopan
Bernardin Frankopan (* 1453 in Ozalj(?); † 1529) war ein kroatischer Hochadliger, Feldherr, Diplomat und Mäzen aus dem Hause Frankopan. Als ein Aristokrat gehörte er zu den Verteidigern des ungarisch-kroatischen Staatenverbands gegen das osmanische Reich.

## Leben

### Herkunft und Familie
Bernardin Frankopan wurde als einziger Sohn von Stjepan III. Frankopan von Modruš (*?; †1481), Ban von Kroatien, und dessen Ehefrau Ižota (Isotta) geb. d'Este (*1425 – †1456), Herzogin aus Ferrara (heutige Italien), geboren. Sein Großvater Nikolaus IV. Frankopan (* ca. 1360 – † 1432), Fürst von Krk, Senj und Modruš, der einzige Eigentümer der riesengroßen Grundbesitzen Frankopans im damaligen Westkroatien, war Ban von Kroatien zwischen 1426 und 1432.
In einigen Quellen nennt man ihn Bernardin Frankopan Modruški (von Modrusch), da sein Vater die Herrschaft Modruš (mit dem befestigten Burg Tržan-grad) bei der Teilung der Erbschaft im Jahr 1449 beerbte, womit sein ganzer Zweig der Frankopanen den Namen Modruški bekam.
In anderen Quellen dagegen bezeichnet man ihn als Bernardin Frankopan Ozaljski (von Ozalj), weil er, zusammen mit seinem Vater, den wichtigen Schloss Ozalj nach dem Tod seines Cousins Bartol X. Frankopan Ozaljski (dt.: Bartholomäus) am 22. Februar 1474 übernahm. Bartol hatte nämlich keine eigenen Nachkommen und war der letzte Spross seines Zweiges des Geschlechts.
1476 heiratete er Lujza (Luisa) Marzano, aragonische Herzogin, und hatte mit ihr neun Kinder: Matija, Krsto (den berühmten Feldherr), Ferdinand, Marija Magdalena, Beatrica (die Ehefrau von Johann Corvinus), Elizabeta (Ižota), Ivan Franjo (den Erzbischof von Kalocsa), Eufrozina und Katarina.

### Wirkung auf turbulente Ereignisse der damaligen Zeit
Das Leben Bernardins war durch ständige Spannungen, Konflikte und Schlachten gekennzeichnet. Als Kind und Jugendliche begleitete er manchmal seinen Vater auf dessen diplomatischen Reisen kreuz und quer durch Europa und lernte dabei viele berühmte und wichtige Leute kennen. Anfangs hatte er gute Beziehungen mit dem Kaiser Friedrich III., später auch mit dem kroatisch-ungarischer König Matthias Corvinus. Gute Beziehungen mit dem Corvinus wurden jedoch wegen der königlichen Beschlagnahme der alten Frankopanen-Stadt Senj im 1469. beschattet, bzw. beschädigt.

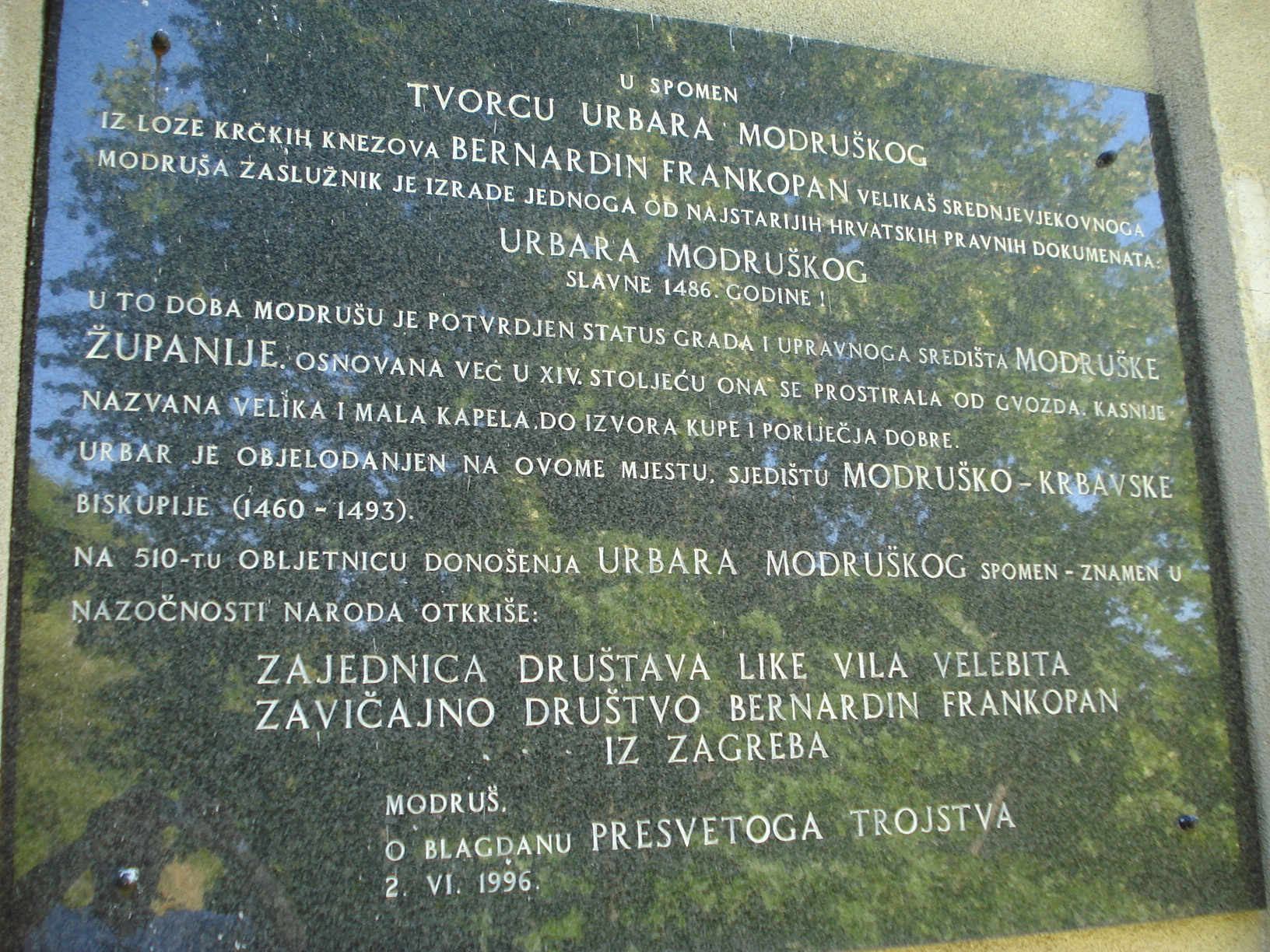
Gedenktafel an Bernardin Frankopan an der Wand der Kirche der Heiligen Dreifaltigkeit in Modruš

Die mit dem Johann Corvinus, Sohn Matthias’, besonders gute Verhältnisse wurden durch die Heirat Johanns mit der Bernardins Tochter Beatrica 1496 bestätigt. Als Mitgift erhielt Beatrica von seinem Vater die Städte Bihać und Novi.
Bernardin Frankopan nahm 1493, zusammen mit einem großen Anzahl von kroatischen Adel, an der Schlacht auf dem Krbava-Feld teil. Die Osmanen gewannen das Gefecht, wegen einer schlechten Taktik von Ban Emerik Derenčin, und die meisten kroatischen Adligen fielen dabei. Bernardin dagegen gelang es am Ende der Schlacht sich zurückzuziehen und zu retten. Etwas später (gegen 1500) musste er, nach vielen Kämpfen gegen die muslimischen Eroberer, den Modruš verlassen und in seine neugebaute Festung Ogulin umzuziehen, denn das weitere Verbleiben im Modruš war für ihm zu gefährlich.
Im Gegensatz zu seinem Verwandten aus dem Adelsgeschlecht Frankopan, favorisierte und unterstützte er bei den kroatisch-ungarischen Königswahlen die Habsburger nicht, sondern ihre Gegner. So unterstützte er 1490 Johann Corvinus gegen Maximilian, sowie 1527 Ivan Zapolja gegen Ferdinand. Als Mann mit diplomatischer Erfahrung, versuchte er Hilfe für Kroatien aus ganz Europa zu bekommen, aber ohne größeren Erfolg. Bekannte sind seine inspirierte und feurige Reden vor verschiedenen europäischen Herrscher, Würdenträger oder Parlamenten, wie z. B. 1522 vor dem venezianischen Doge Antonio Grimani, sowie vor dem deutschen Reichstag in Nürnberg am 19. November 1522 (Rede für Kroatien, bzw. latein Oratio pro Croatia genannt).

### Tod und Erbe
1527 verlor er zwei seiner Söhne, Krsto (kam bei der Belagerung von Varaždin ums Leben) und Ferdinand. Ihm blieb nur ein Enkel als Nachfolger und Erbe, und zwar Ferdinands Sohn Stjepan IV. Frankopan von Ozalj (*?; †1577). Stjepans Schwester Katarina heiratete später den berühmten kroatischen Ban und Held von Szigetvár Nikola Šubić Zrinski.
Bernardin Frankopan starb 1529 als alter Mensch und Doyen des damaligen kroatischen Adels. Seine Verwandten mussten sich etwas später, während des 16. Jahrhunderts, wegen der übermächtigen osmanischen militärischen Überlegenheit, nach Westen und Nordwesten zurückziehen und viele frankopanische Besitze (Bihać, Drežnik, Tržac, Furjan, Cetingrad, Mala Kladuša, Velika Kladuša usw.) verlassen.
Neben dem militärischen und diplomatischen Bereich, Bernardin wurde bedeutend auch in der Kultur, Erziehung und Bauwesen. Er pflegte und förderte die Kroatische Sprache und Glagoliza und ließ die Bibel übersetzen. 1486 veröffentlichte er das bekannte und bedeutende „Modruški urbar“ (Urbar von Modruš), das Buch des Kodexes der Juristischen Normen,
geschrieben in der glagolitischen Schrift.

## Einige Burgen und Festungen von Bernardin Frankopan

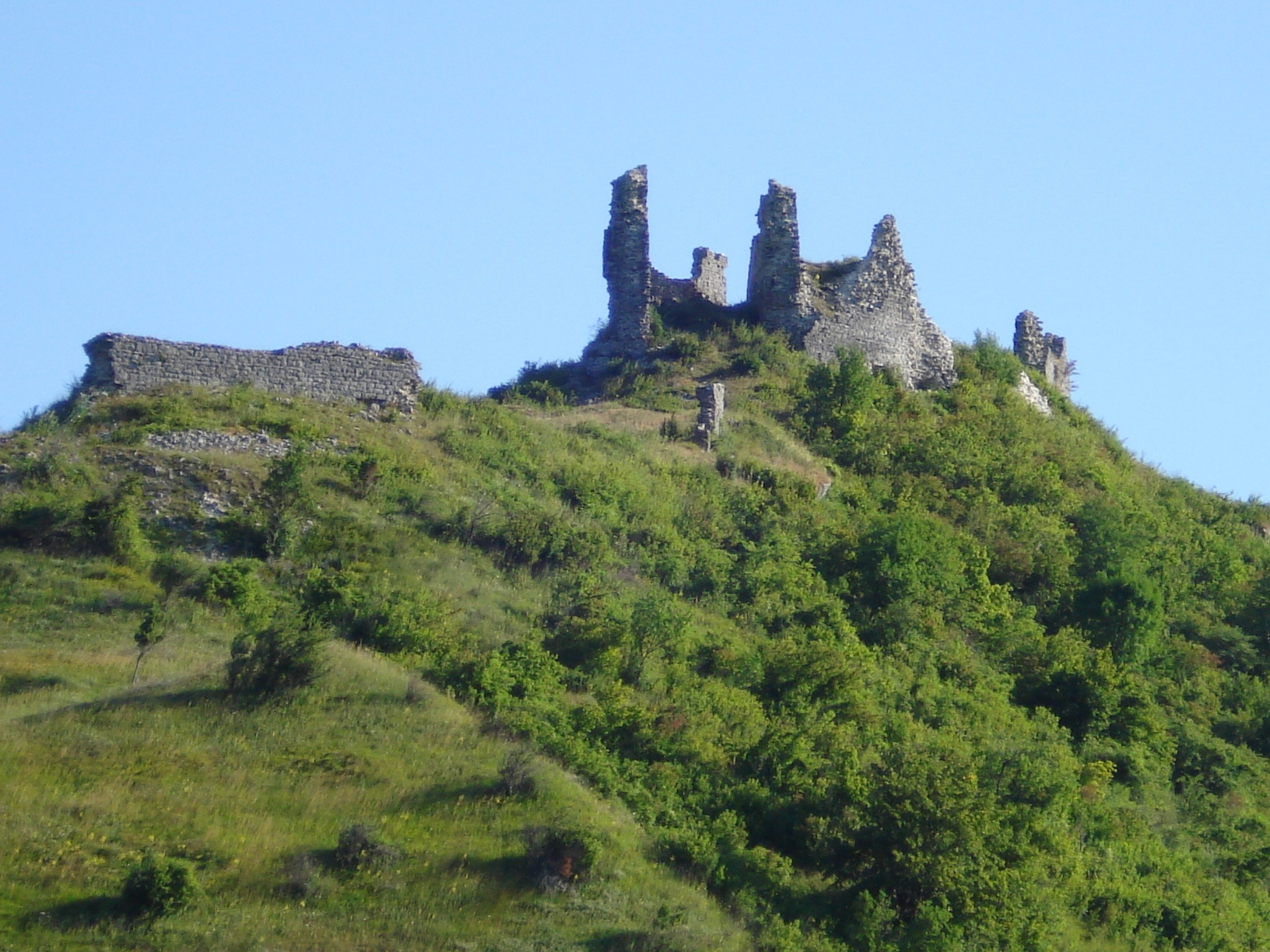
Ruinen der Burg Tržan-grad in Modruš, Stammburg der Frankopanen am Festland Kroatiens
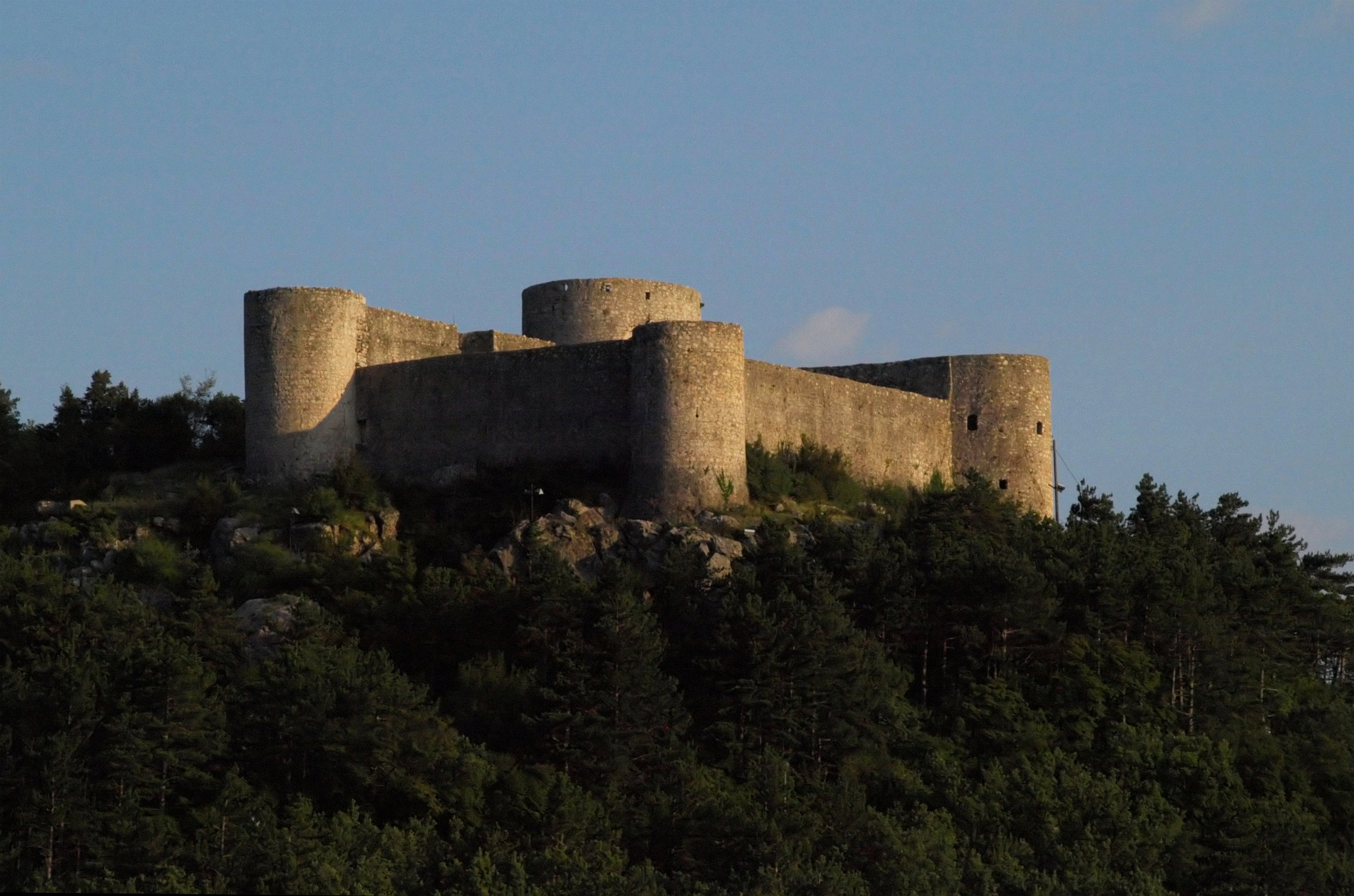
Festung Drivenik bei Crikvenica
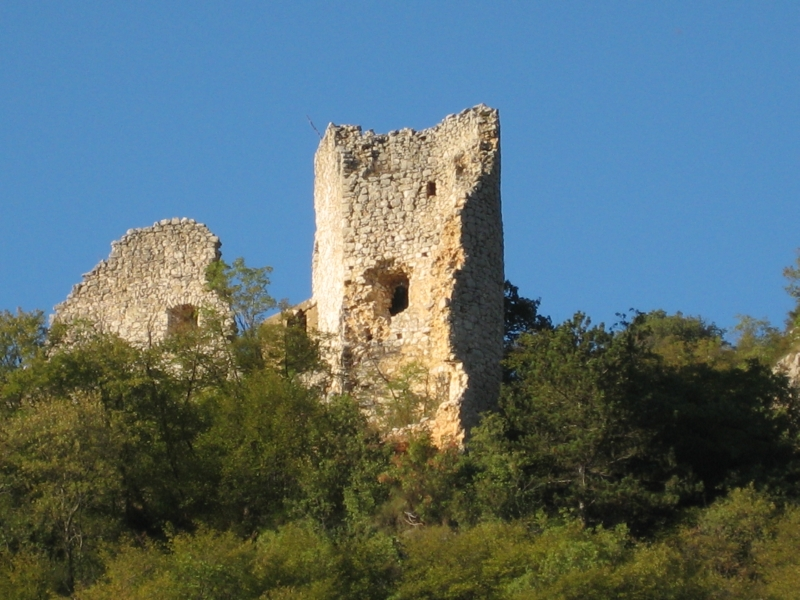
Burg Grižane in Grižane
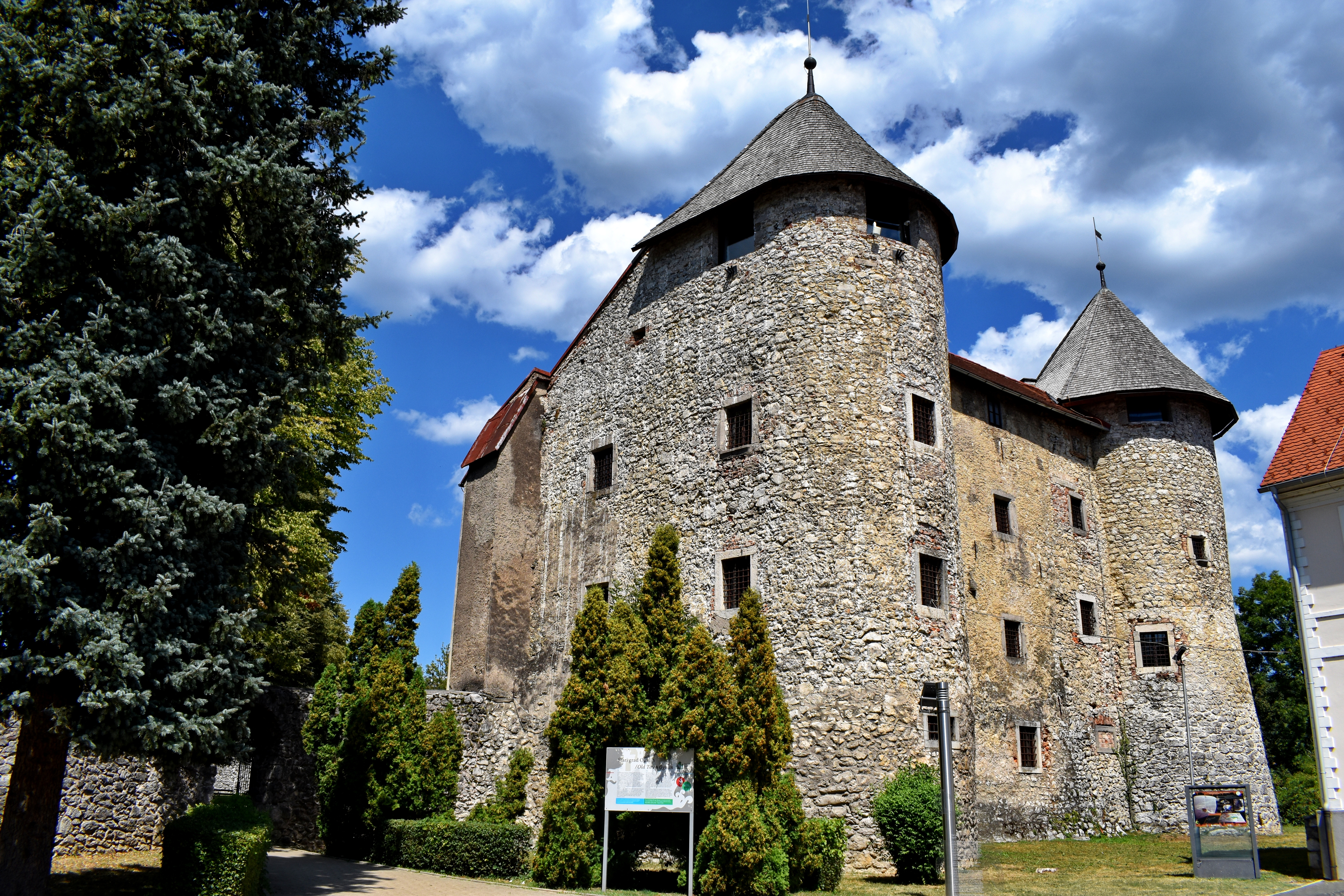
Burg in Ogulin
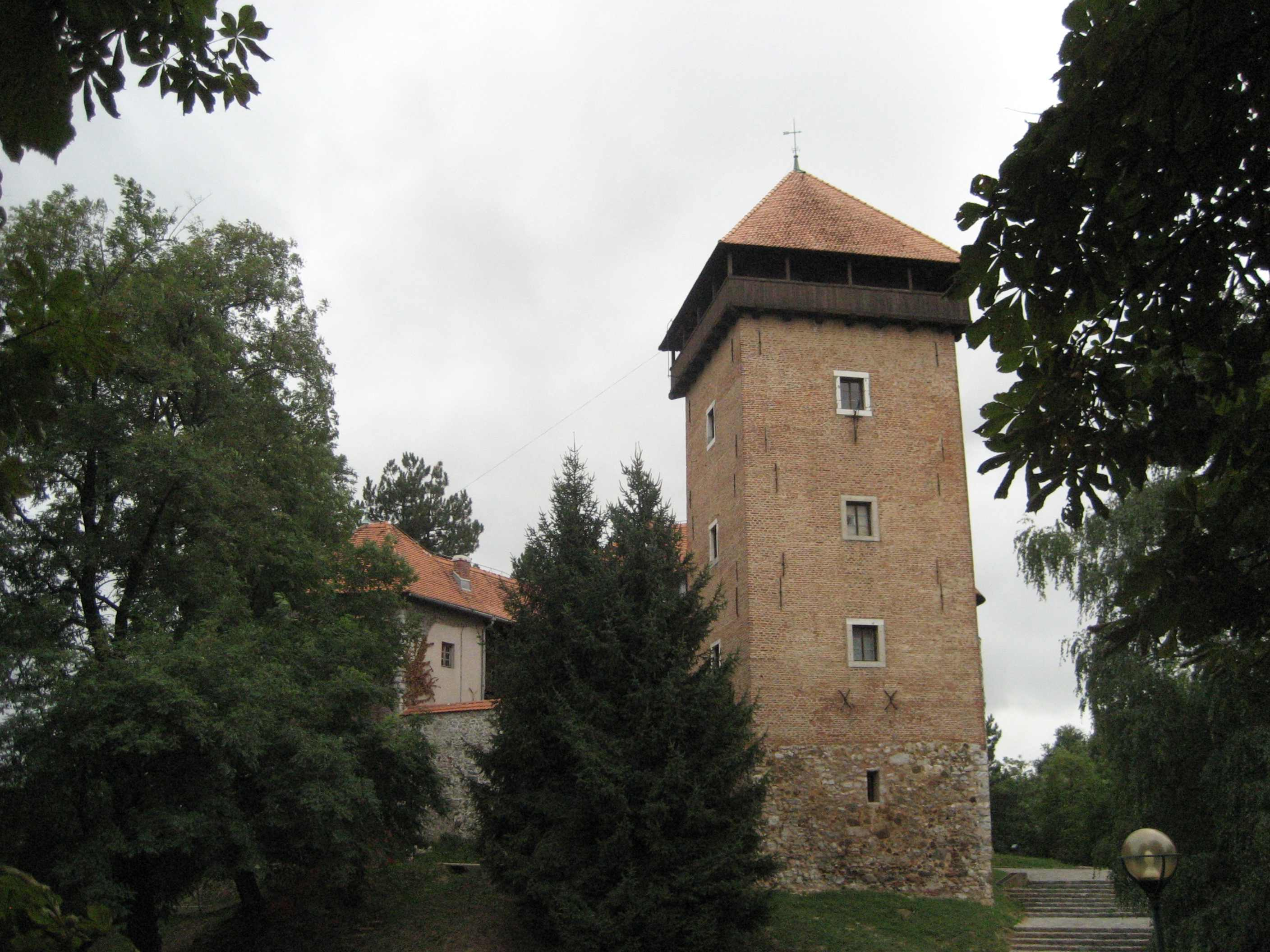
Burg Dubovac bei Karlovac
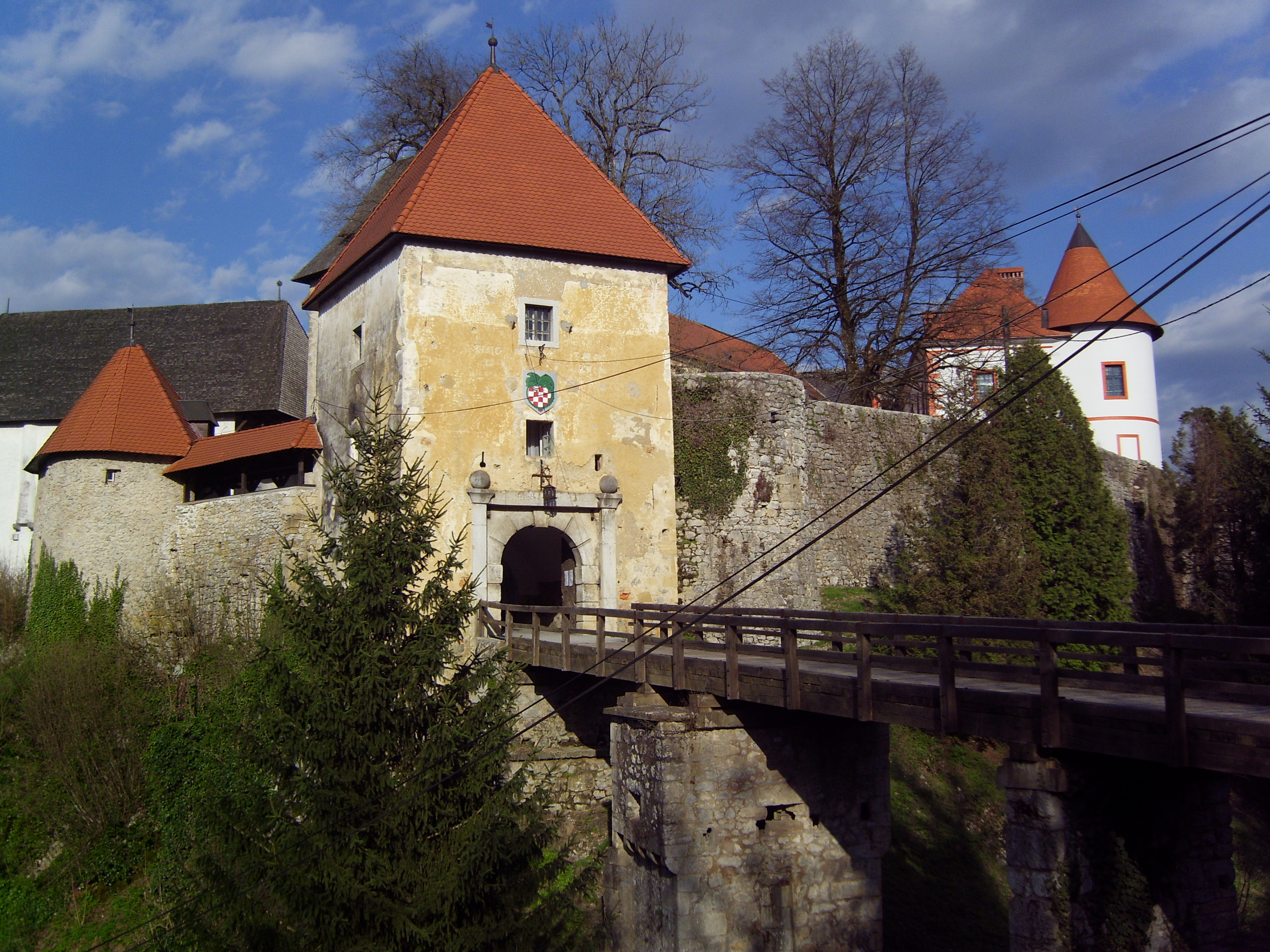
Schloss Ozalj in Ozalj
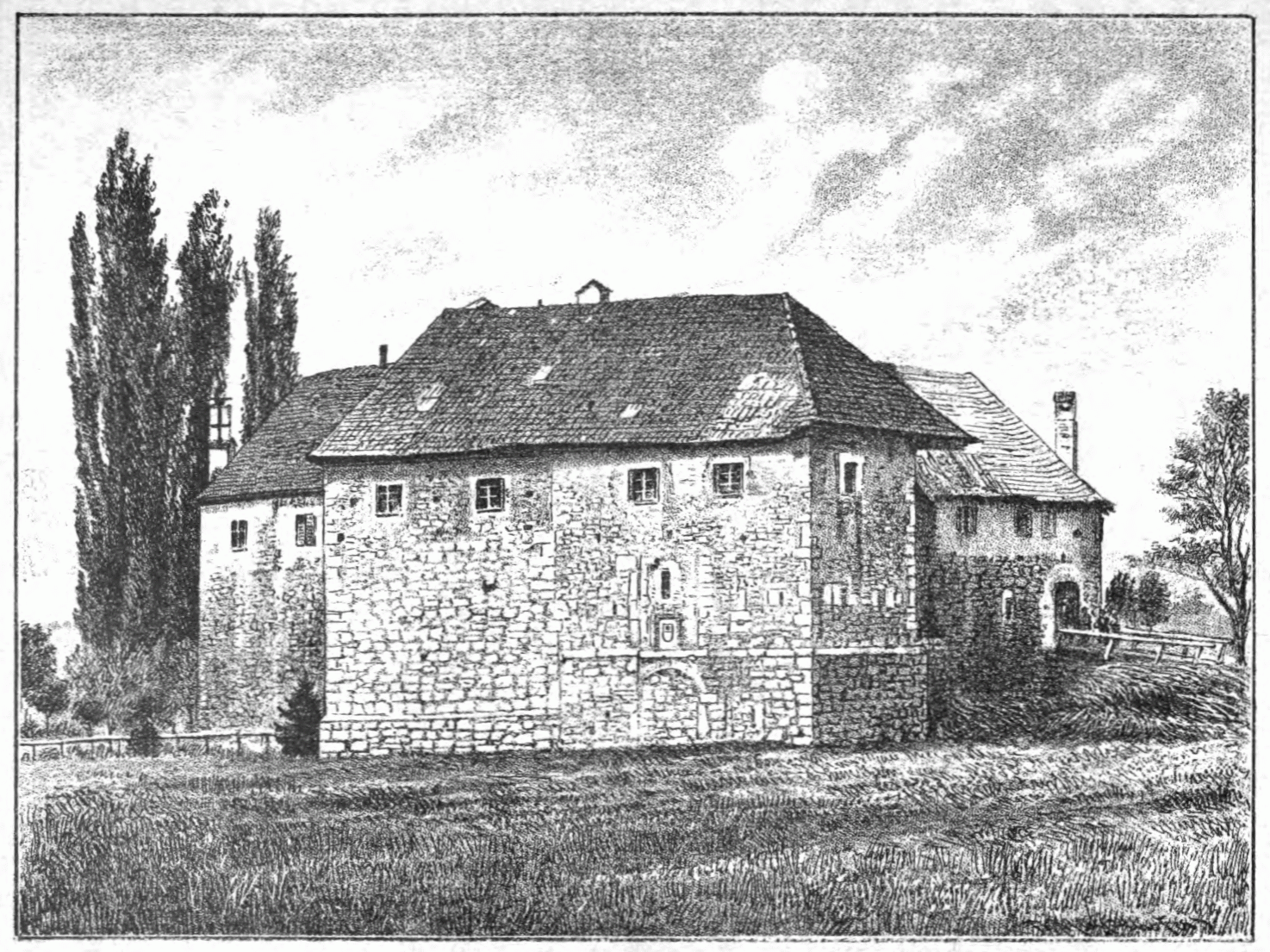
Burg Ribnik in Ribnik
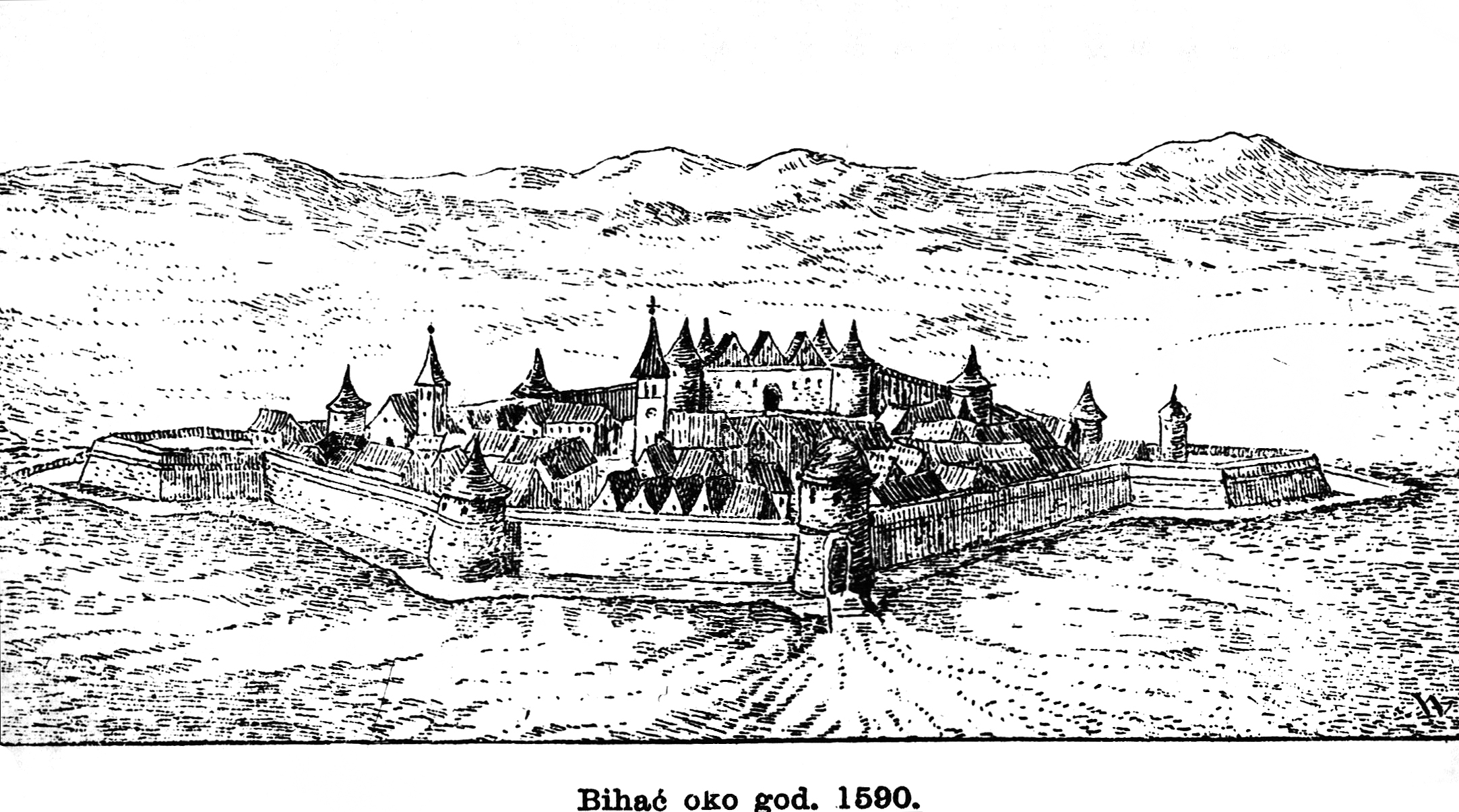
Befestigte Stadt Bihać